# يوم التحرير (الحرب العالمية الثانية)

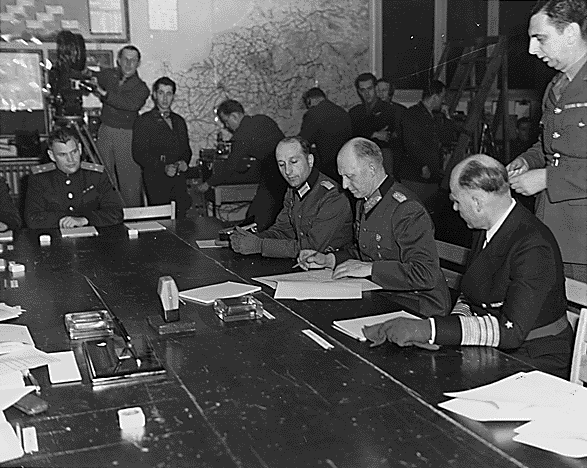
جنرال ألفرد يودل Jodl، رئيس ألمانيا كارل دونتز Dönitz الذين كانوا مفوضين للتوقيع في 7 مايو/ أيار 1945 في المقر الرئيسي للحلفاء في مديمة رانس Reims على وثيقة وصك الاستسلام الألماني.

8 مايو/ أيار هو يوم التحرير في مختلف البلدان الأوروبية ويعد بمثابة ذكرى سنوية، حيث تم الاحتفال بذكرى توقيع صك الإستسلام الألماني الموافق 8 مايو 1945 ليكون بذلك نهاية الحرب العالمية الثانية في أوروبا والتحرر من الاشتراكية الوطنية، يُحتفل به جزئيًا باعتباره يوم ذكرى صامت وجزئيًا كإجازة عامة. يرمز له باختصار VE-Day «يوم النصر في أوروبا» وهو تقليد متبع في أميركا ودول الكومنولث- المملكة المتحدة، كندا واستراليا أيضاً.
في ألمانيا الاشتراكية DDR كان عطلة رسمية من عام 1950 حتى عام 1967 واحتفل به عام 1985 بالذكرى الأربعين على انتهاء الحرب.

## الخلفية التاريخية
أثناء المفاوصات في المقر الرئيسي للحلفاء في مدينة رانس وفي 7مايو/أيار تم الإتفاق على الإستسلام الغير المشروط لجميع القوات المسلحة الألمانية. وتم تحديد 8مايو/أيار وفي تمام الساعة 23:01 إيقاف جميع الأعمال القتالية في أوروبا.
أستمرت القوات المسلحة الألمانية بأعمال القتال ولكن ضد الجيش السوفييتي. ولوضع نهاية إلزامية للقوات السوفييتية والألمانية المتقاتلة، حدث في وقت متأخر من مساء 8 من مايو/أيار وفي مقر القوات السوفييتية في برلين Berlin-Karlshorst اليوم هو المتحف الألماني الروسي Deutsch-Russisches Museum حيث قام القائد الأعلى للقوات المسلحة الفيرمخت Wehrmacht بالتوقيع على وثيقة الإستسلام. استمر هذا حتى بعد منتصف الليل بقليل. فرق التوقيت بين برلين وموسكو كان ساعتين أي في موسكو كانت الساعة 00:01، لذلك يحتفل في الاتحاد السوفييتي ودول مابعد الاتحاد السوفييتي بعيد النصرعلى النازية في 9 مايو/أيار.
وفي 4 مايو/أيار 1945 حدث استلام جزئي للجيوش الثلاثة العاملة في شمال غرب ألمانيا في Timeloberg بالقرب من Wendisch Evern مقابل المشير البريطاني برنارد مونتغمري Bernard Montgomery، الذي دخل حيز التنفيذ الساعة الثامنة صباح اليوم التالي. توقيع استسلام غير مشروط، تم التوقيع على الاستسلام غير المشروط وكذلك الاستسلام الجزئي من قبل رئيس الرايخ الأخير كارل دونيتز Karl Dönitz، الذي استقر مع حكومة الرايخ الأخيرة في فلنسبورغ-مورويك Flensburg-Mürwik. تم احتلال منطقة Mürwik الخاصة في 23 مايو/ أيار وتم اعتقال الحكومة المحلية.

## جمهورية ألمانيا الإتحادية

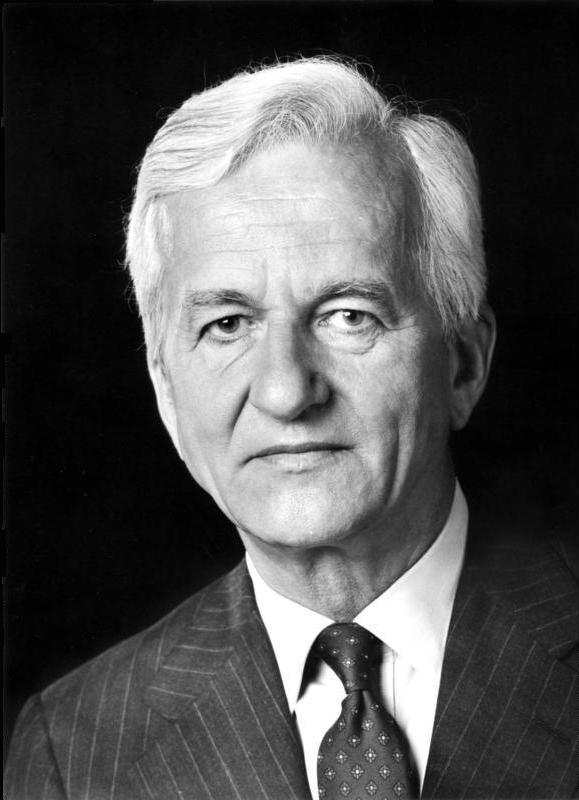
الرئيس الألماني Richard von Weizsäcker, 1984

على النقيض من جمهورية ألمانيا الديمقراطية DDR، لم يكن للـ 8 من مايو/أيار نقطة مرجعية في الذاكرة السياسية في جمهورية ألمانيا الفيدرالية المبكرة، وبخلاف ذلك لم يحظ باهتمام عام يذكر. في 8 مايو/ أيار 1955 دخلت معاهدت باريس Pariser Verträge حيز التنفيز (5 حتى 9 مايو/أيار 1955) وهكذا تم استعادت السيادة. وقد ذكرت الذكرى السنوية العاشرة للاستسلام العسكري في هذا السياق"، كبداية للتطوير، والتي إنتهت مع استعادة السيادة، ولكن ليس كتاريخ مستقل". في 8 مايو/أيار 1970، كان الائتلاف الاجتماعي الليبرالي بقيادة ويلي براندت Willy Brandt أول حكومة اتحادية تصدر بيانًا حكوميًا رسميًا بمناسبة الذكرى 25 للبرلمان الألماني. حاول ممثلين من CDU/CSU "حزب الاتحاد الديمقراطي المسيحي" المعارضة ومنع ذالك حيث قالوا " لا تحتفل بالهزائم Niederlagen feiert man nicht“ و„العار والذنب لا يستحقان التقدير Schande und Schuld verdienen keine Würdigung“. وكان المستشار لودفيغ إرهارد Ludwig Erhard قد قرأ بالفعل بيانًا على الراديو والتلفزيون بمناسبة الذكرى العشرين، الذي احتفل فيه "بيوم" الاستسلام الألماني، " أكد، أن، الانهيار العسكري، هو، انهيار سابق عقلي وأخلاقي" كان فقط " مع هزيمة الظلم والاستبداد لهتلر- ألمانيا قد تم محوها من العالم، فإن كل البشرية لديها سبب كاف للاحتفال في الثامن من مايو كذكرى تحرير".
في السبعينيات، ازداد الانتباه بشكل واضح ليوم 8 من مايو/أيار باعتباره يوم ذكرى أو يوم سياسي. وبشكل ملحوظ ومعترف به لا يمكن تقييم هذا المعنى والاعتراف به وبحسب Peter Hurrelbrink إلا في عام 8 مايو/أيار 1985 الموافق للذكرى الأربعين حيث قال «للمرة الأولى في جمهورية ألمانيا الإتحادية، وكذلك بالتزامن مع الذكرى 8 من مايو/أيار كان نقاش موسع ومثيراً للجدل». أقام البرلمان الألماني حفل تأبييني، بمرور 40 عام على نهلية الحرب في أوروبا ونهاية الحكم الإستبدادي النازي حيث تحدث خلاله رئس ألمانيا ريتشارد فون فايتسكر Richard von Weizsäcker «الثامن من مايو/أيار (يوم التحرير) من النظام الغير إنساني للحكم النازي المتسلط».
منذ عام 1985 كان هناك نقاش حاد، من أجل 8 مايو/أيار 1945 حيث ورد: هزيمة ألمانيا العسكرية الكلية أو التحرر من الاشتراكية الوطنية. خلال فترة مابعد الحرب كانت الهزيمة في المقدمة، حيث أصبح جانب التحرر ذو أهمية متزايدة. ومن الناحية التاريخية لم يشن الحلفاء الحرب ضد ألمانيا النازية لتحريرها، ولكن لهزيمتها عسكرياً. تم تحريرها حرفيا من قبل قوات الحلفاء، ومئات الآلاف من السياسيين، العنصرية، التعصب الديني على سبيل المثال لا الحصر.وسبب العثور على سجباء وأشخاص محتزون في سجون معسكرات الاعتقال والإبادة النازية النازية Konzentrations- und Vernichtungslagern، أنهم لم يكونوا موافقون أو مع نظام حكم الحزب النازي NSDAP أو قاتلوا ضده أو كانوا من أعراق أخرى.
قال المستشار جيرهارد شرودر Gerhard Schröder في 8 مايو 2000: «لا أحد ينكر اليوم بجدية أن 8 مايو 1945 كان يوم التحرير - التحرر من الحكم الاشتراكي القومي والإبادة الجماعية وأهوال الحرب.»
حسب التقييم وفقًا للمؤرخ Hubertus Knabe، يجب أيضًا التمييز بين ألمانيا الشرقية والغربية عند استخدام مصطلح يوم التحرير، حيث كان لدى الألمان الشرقيين الفرصة فقط لبناء الديمقراطية من عام 1989. جوزيف ستالين Josef Stalin قدم مساهمة حاسمة بتدمير وسحق الاشتراكية الوطنية، لكنه استخدم النصر لبناء ديكتاتوريته الخاصة.
منذ 8 مارس 2002، كان يوم 8 مايو في ولاية مكلنبورغ-فوربومرن Land Mecklenburg-Vorpommern يوم ذكرى للدولة باعتباره يوم التحرر من الاشتراكية الوطنية ونهاية الحرب العالمية الثانية. في عام 2005، أقيم عوضاً «يوم الديمقراطية» في برلين بمناسبة الذكرى الستين.
الثامن من مايو هو اليوم الرسمي لإحياء الذكرى في براندنبورغ منذ عام 2015. في برلين، ستكون الذكرى الخامسة والسبعون في 8 مايو 2020 عطلة رسمية لمرة واحدة. في بداية عام 2020 تحدث أكسل دريكول Axel Drecoll، أيد مدير مؤسسة Stiftung Brandenburgische Gedenkstätten، أن يكون 8 مايو 2020 عطلة عامة على الصعيد الوطني.
بمناسبة الذكرى 75 لتحرير معسكر اعتقال أوشفيتز، دعت رئيسة لجنة أوشفيتز في ألمانيا، Esther Bejarano استير بيجارانو لإعلان الثامن من مايو عطلة رسمية. في مايو 2018، قام المؤتمر الاتحادي لـ DGB بالفعل بحملة من أجل عطلة في جميع أنحاء البلاد.
هذا اليوم يجيب أن يكون يوم ضد العنصرية، وكل أنواع وأشكال الإقصاء والإبعاد والتمييز. وبالإضافة إلى ذلك يجب إضافة الجهود والعمل على أن أحداث وطنية لمكافحة الفاشية ستعقد في هذا اليوم.
المصدر: DGB-Bundeskongress 2018
يعتبر العالم القانوني كريستيان هيلغروبر Christian Hillgruber هذا المصطلح مشكوكًا فيه، لأنه، في رأيه، لا يعكس تعقيد وتناقض اليوم.

## جمهورية ألمانيا الديمقراطية

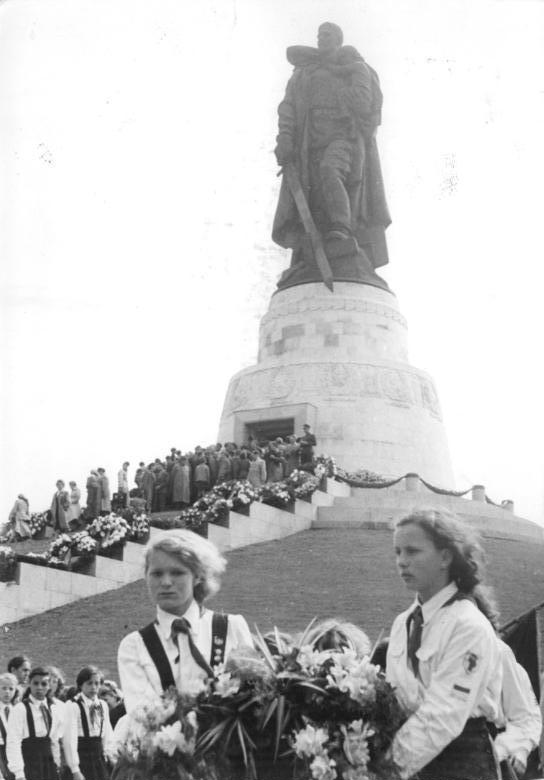
وفد من منظمة الأطفال تابع لجمهورية ألمانيا الديمقراطية - DDR في عام 1954 في النصب التذكاري للحرب السوفييتية في حديقة تريبتور Sowjetischen Ehrenmal im Treptower Park

في احتفال بالعام 1950 صدر قرار من المجلس التشريعي الأحادي لجمهورية ألمانيا الديمقراطية (ألمانيا الشرقية) "Volkskammer" بأن يكون يوم عطلة، الذي تم الاحتفال به في جمهورية ألمانيا الديمقراطية يوم تحرير الشعب الألماني من فاشية هتلر، تم التأكيد على الأهمية الخاصة للجيش الأحمر Roten Armee في نهاية الحرب في ألمانيا، بينما حظيت مساهمة الحلفاء الغربيين باهتمام أقل. وفي إطار ذلك في عام 1967 تم إدخال هذه اليوم مع Fünf-Tage-Woche وبذلك أصبه هذا اليوم يوم عطلة رسمية مع الأيام الأخرى. ومع ذلك، استمرت الأحداث الرسمية في كل عام حتى نهاية جمهورية ألمانيا الديمقراطية. في الذكرى الثلاثين لنهاية الحرب في عام (1975)، تم إعلان يوم النصر Tag des Sieges (9 مايو) عطلة من قبل اللجنة المركزية لـ SED، على غرار النموذج السوفياتي. في عام 1985 تم الاحتفال بيوم 8 مايو كعيد حقيقي في الذكرى الأربعين.

## الأدب
- Friedrich Huneke: „Vorher war der 8. Mai 1945 ein bloßes Datum …“ Erinnerungskultur im Unterricht. In: Geschichte in Wissenschaft und Unterricht, Jg. 57 (2006), H. 2 – 23254, S. 115–132, ISSN 0016-9056.
- Peter Hurrelbrink: Befreiung als Prozess. Die kollektiv-offizielle Erinnerung an den 8. Mai 1945 in der Bundesrepublik, der DDR und im vereinten Deutschland. In: Gesine Schwan u. a. (Hrsg.): Demokratische politische Identität. Deutschland, Polen und Frankreich im Vergleich. Verlag für Sozialwissenschaften, Wiesbaden 2006, ISBN 3-531-14555-X, S. 71–119.
- Jan-Holger Kirsch: „Wir haben aus der Geschichte gelernt“. Der 8. Mai als politischer Gedenktag in Deutschland. Böhlau, Köln/Weimar/Wien, 1999, ISBN 3-412-09798-5, doi:10.14765/56741.1.
- Hubertus Knabe: Tag der Befreiung? Das Kriegsende in Ostdeutschland. Propyläen 2005, ISBN 3-549-07245-7.
- Harald Schmid: Zweierlei Kriegsenden. Der 8. Mai 1945 im politischen Diskurs der Bundesrepublik Deutschland und der DDR. In: Natali Stegmann (Hrsg.): Die Weltkriege als symbolische Bezugspunkte. Polen, die Tschechoslowakei und Deutschland nach dem Ersten und Zweiten Weltkrieg. Masaryk°uv Ústav a Archiv AV ČR, Praha 2009, ISBN 978-80-86495-53-8, S. 209–226.
- 60 Jahre Kriegsende. In: Aus Politik und Zeitgeschichte (APuZ), 18–19/2005, Bundeszentrale für politische Bildung

مزيد من الأدب
- Lothar Baier, Norbert Seitz (Hrsg.): Die Unfähigkeit zu feiern. Der 8. Mai. Verlag Neue Kritik, Frankfurt am Main 1985, ISBN 978-3-8015-0199-0.
- Alexander Rahr, Wladimir Sergijenko (Hrsg.): Der 8. Mai: Geschichte eines Tages. Das Neue Berlin, 2020, ISBN 978-3-360-01358-3.

## روابط الويب
- Rede des Bundespräsidenten Richard von Weizsäcker vor dem Deutschen Bundestag am 8. Mai 1985 auf der Website des Deutschen Bundestages
- The German Surrender Documents – WWII
- 70 Jahre Kriegsende auf dem Informationsportal zur politischen Bildung
- Tag der Befreiung Aktion und Online Ausstellung zum 30. April in München